# Henriette Asséo
« Asséo » redirige ici. Pour l’article homophone, voir ACO.
Henriette Asséo, née en 1947, est une historienne française, travaillant principalement sur l'histoire du peuple tsigane en Europe, sur les migrations au sein de l'espace européen et sur l'édification des nations.

## Biographie

### Activités universitaires
Agrégée d'histoire, Henriette Asséo enseigne à l'École des hautes études en sciences sociales (EHESS) depuis 1999, après avoir enseigné dans diverses classes préparatoires. Elle est membre du conseil de direction du Centre de recherches tsiganes de l'université Paris-Descartes et a créé le groupe de recherches pour une histoire européenne des Tsiganes, au sein de la même université en 1991.
Elle est membre du comité scientifique du programme « La mobilité des personnes en Méditerranée » (Antiquité, périodes médiévale et moderne), sous la direction de Claudia Moatti et le patronage de l'EHESS, de l'École française de Rome et de l'université Paris VIII (depuis 2001), et du comité scientifique de la British Academy dans le cadre d'un programme relatif à l'histoire et l'anthropologie des Tsiganes d'Europe (depuis 2003).

### Autres activités
Henriette Asséo intervient également dans plusieurs revues et journaux et elle est responsable de la collection « Histoire » des éditions Interface.
En 1994, elle remet au Conseil de l'Europe un rapport sur les Tsiganes d'Europe.
Elle est membre du Conseil scientifique de la revue Études tsiganes, créée en 1955 et édité depuis 2004 par la Fnasat.
Elle est membre du comité scientifique pour l'exposition des camps d'internement en France, sous le patronage du centre historique des Archives nationales (depuis 2001), et du conseil scientifique, section « mobilité », du musée des civilisations de l'Europe et de la Méditerranée (Mucem) depuis 2003.

## Publications
- « Marginalité et exclusion. Le traitement administratif des Bohémiens », dans Problèmes socio-culturels en France au XVIIe siècle, Éditions Klincksieck, 1974
- Révision de l'histoire : Totalitarismes, crimes et génocides nazis, en collaboration avec Yannis Thanassekos, Heinz Wismann et la Fondation Auschwitz, Éditions du Cerf, 1990
- Les Tsiganes, une destinée européenne, coll. « Découvertes Gallimard / Histoire » (no 218), Gallimard, 1994, réédition en 2006
- De la « science raciale » aux camps. Les Tsiganes en Europe sous le régime nazi, Éditions du Centre régional de documentation pédagogique de Paris (CRDP Paris), université Paris-Descartes, 1996
- Traduction en grec de Comment en parler, sur les camps, de Jorge Semprún et Elie Wiesel, Éditions Ekdoseis, 1997
- The Gypsies during the Second World War, volume 1, en collaboration avec Herbert Heuss, Franck Sparing et Karola Fings, Éditions de l'université du Hertfordshire, 1999
- La Chiesa cattolica e gli Zingari, storia di difficile rapporto, collectif, Éditions Interface, Rome, 2000
- Intégration et accueil des étrangers en Occident de l’Antiquité à l’époque moderne, en collaboration avec Claudia Moatti, Henri Bresc, Jean-Marie Bertrand, Esther Benbassa et Jean-Christophe Attias, in L’Étranger, les Rendez-vous de l’Histoire, Blois 2002, de Claude Gauvard, Éditions Plein Feux, 2003

### Préfaces
- La Persécution des tsiganes par les nazis, Guenter Lewy, Les Belles Lettres, 2003
- Des Tsiganes vers Auschwitz : le convoi Z du 15 janvier 1944, Monique Heddebaut, Paris, Éditions Tirésias-Michel Reynaud, 2018

## Filmographie
- Mémoires tsiganes, l'autre génocide - Les Tsiganes dans l'Europe de la Seconde Guerre mondiale, documentaire écrit par Henriette Asséo et réalisé par Juliette Jourdan et Idit Bloch, Production Kuiv - Mémoire Magnétique Productions, 75 min, 2011